# Zdeněk Nejedlý
Zdeněk Nejedlý (10. února 1878 Litomyšl – 9. března 1962 Praha) byl český literární a hudební historik, muzikolog, vysokoškolský pedagog a politik. V letech 1945–1946 a znovu v letech 1948–1953 byl československým ministrem školství a předním kulturním ideologem tuhého komunismu Gottwaldovy éry. Známý byl pod hanlivou přezdívkou Rudý dědek.

## Život

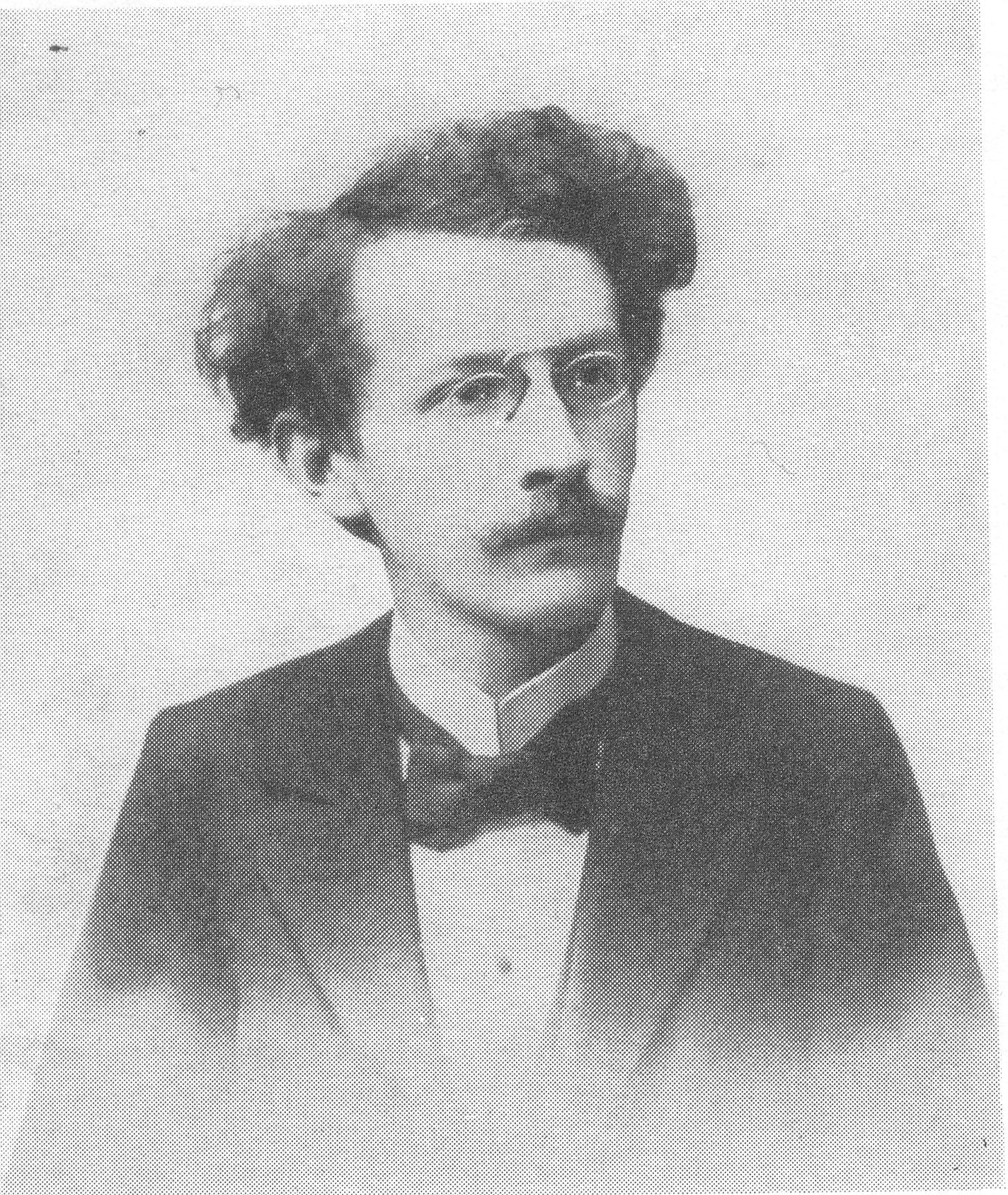
Nejedlý v roce 1905

### Mládí a studia
Narodil se v rodině učitele a muzikanta Romana Nejedlého, významného regionálního kulturního pracovníka v Litomyšli, který se osobně znal s tehdy začínajícím spisovatelem Aloisem Jiráskem. Tato známost později ovlivnila též jeho syna Zdeňka, který již během gymnaziálních studií projevil zájem o historii a hudbu.
Vystudoval historii a estetiku na filosofické fakultě české university v Praze, byl (mimo jiné) žákem profesorů historika Jaroslava Golla, estetika a muzikologa Otakara Hostinského a Tomáše Garrigua Masaryka (filosofie). Soukromě studoval hudbu u Zdeňka Fibicha. Na Univerzitě Karlově se stal ordinářem hudební vědy, habilitoval se roku 1905, od roku 1909 byl mimořádným, od roku 1919 řádným profesorem.

#### Nejedlý a Dvořák
V mládí se údajně ucházel o ruku dcery Antonína Dvořáka Otilie, která jej odmítla, což poté mělo přispět k averzi Nejedlého vůči jejímu manželovi Josefu Sukovi i samotnému Dvořákovi. I když se tento příběh dostal i do tvorby Josefa Škvoreckého, není podložený prameny, a tak může jít o mystifikaci. Faktem je, že Nejedlý, v porovnání s jím obdivovaným Bedřichem Smetanou, umění Antonína Dvořáka a Josefa Suka neuznával.

### Do roku 1918
Během vysokoškolského studia v letech 1900–1902 pracoval v Archivu Národního muzea v Praze. Zájem o Bedřicha Smetanu, s nímž ho pojilo stejné rodiště, ho přivedl do Společnosti pro postavení pomníku Bedřicha Smetany (založena 1909), později přeměněné ve Společnost Bedřicha Smetany. Politicky byl organizován v Masarykově realistické straně.
Před první světovou válkou zasáhl do sporu o smysl českých dějin (Spor o smysl českých dějin, 1914). Jeho podnětné názory sice nedospěly k ucelenějšímu závěru, zasáhly však plodným způsobem do diskuse, na jejíž krajních pólech stáli historik Josef Pekař a filozof T. G. Masaryk. Nejedlý chápal, že z hlediska historika je třeba odmítnout Masarykův názor o smyslu českých dějin, ale zároveň mu přiznal kladnou hodnotu v politickém uvědomění českého národa.
V roce 1917 podepsal Nejedlý Manifest českých spisovatelů.

### Meziválečná éra
Ihned po převratu se Nejedlý zapojil do veřejného života s mnohem větším nasazením než dříve (mj. inicioval ostrakizaci Josefa Suka). Po rozpadu Realistické strany nevstoupil, na rozdíl od většiny jejích členů, do Československé strany socialistické (ačkoliv sympatizoval s jejím anarchokomunistickým křídlem), ale založil společně s Emanuelem Rádlem Realistický klub (21. března 1920). Ten se ale již příštího roku rozpadl pro politické neshody mezi oběma hlavními představiteli.
Od dvacátých let byl Nejedlý členem nepřeberného množství spolků, často v nich zastával vedoucí funkce. Jednalo se vesměs o spolky radikálních levicových intelektuálů, případně později organizace zaměřené na mezinárodní dělnickou solidaritu a propagaci Sovětského svazu. Krom toho přednášel v letech 1919–1923 pro Dělnickou akademii a pro Svaz osvětový (roku 1925 přejmenovaný na Masarykův lidovýchovný ústav) a pro Učitelskou unii. Roku 1924 byl jedním z hlavních organizátorů jubilejních Smetanových oslav.
Dne 1. prosince 1921 vyšlo první číslo časopisu levicových intelektuálů Var, který Nejedlý založil a redigoval a ve kterém mimo jiné vycházela proletářská poezie tehdy začínajících básníků (např. Jiřího Wolkera). Stál rovněž u zrodu Proletkultu (1921), který v roce 1924 splynul s KSČ. Nejedlý se poté stal v roce 1932 předsedou dalšího nezávislého levicového spolku, Levé fronty (založené 1929), od roku 1935 byl předsedou Mezinárodního sdružení marxistických historiků (od následujícího roku se spolek jmenoval Socialistická akademie).
Od 1926 byl předsedou Mezinárodní dělnické pomoci, od 1927 pracoval v ústředním výboru Rudé pomoci. Ve třicátých letech byl předsedou Antifašistického výboru.
Na ustavující schůzi 2. března 1925 byl zvolen předsedou Společnosti pro hospodářské a kulturní sblížení s Novým Ruskem (od 1931 Společnosti pro hospodářské a kulturní sblížení se SSSR), byl též členem Společnosti přátel Sovětského svazu.
Ačkoli se nestal členem žádné strany, Nejedlého sympatie plně patřily KSČ. Již od roku 1923 přispíval do Rudého práva a v roce 1929 svým veřejným vystupováním podpořil Gottwaldovo křídlo ve straně. Zachovával si však svérázné názory, odlišné od oficiální linie KSČ. Pozitivně smýšlel například o T. G. Masarykovi a jeho pojetí humanismu.

### Politická činnost v exilu a po roce 1945

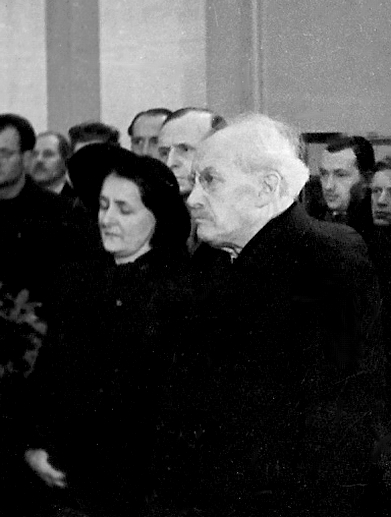
Zdeněk Nejedlý na pohřbu Cypriána Majerníka v roce 1945

V roce 1939 emigroval s pomocí komunistické strany do Sovětského svazu a do roku 1945 působil jako profesor Lomonosovovy univerzity v Moskvě. Obdiv k této zemi a jejímu systému ho nepřešel ani při jejím poznání z vlastní zkušenosti. Publikoval politické stati a míval pravidelné projevy v rozhlasovém vysílání pro okupované Československo, od roku 1941 byl místopředsedou Všeslovanského výboru. V emigraci rovněž konečně vstoupil do KSČ. Stalo se tak v roce 1939, členství mu bylo přiznáno zpětně k roku 1929. Druhá světová válka ho však připravila o syna – hudební skladatel Vít Nejedlý zemřel jako příslušník československého armádního sboru 2. ledna 1945 – a také o zetě – manžel dcery Zdeny, MUDr. Miloš Nedvěd, zemřel v koncentračním táboře.
S osvobozením Československa se Nejedlý dostal do nejvyšší politiky. Komunisté o něm uvažovali jako možném prezidentovi republiky, úřadu se však znovu ujal Edvard Beneš. V obou Fierlingerových vládách (4. dubna 1945 – 2. července 1946) byl Nejedlý ministrem školství a osvěty, v první Gottwaldově vládě (2. července 1946 – 25. února 1948) pak ministrem práce a sociální osvěty. Od 25. února 1948 do 31. ledna 1953 zastával opět funkci ministra školství a národní osvěty, poté byl náměstkem předsedy vlády (31. ledna – 14. září 1953), nakonec až do smrti ministrem bez portfeje. Na VIII. sjezdu KSČ (březen 1946) se stal členem Ústředního výboru KSČ a zůstal jím až do roku 1954.
V projevech nejprve propagoval politiku Národní fronty (na manifestaci kulturních pracovníků v Lucerně 29. května 1945, na manifestačním sjezdu učitelstva 14. a 15. července 1945, na I. sjezdu československých spisovatelů, atd.). Vyvrcholením bylo vystoupení na manifestaci Gottwaldových přívrženců 25. února 1948. V únoru 1948 podepsal výzvu prokomunistické inteligence Kupředu, zpátky ni krok!, jež byla publikována dne 25. února 1948 pro podporu komunistického převratu.
Jeho historické názory však byly odmítnuty na II. sjezdu československých historiků (5. října 1947) a rovněž jako ministru školství se Nejedlému nepodařilo prosadit reformu školství, proti níž se postavili lidovci, národní socialisté a katolická církev. Zákon o jednotné škole byl přijat až 21. dubna 1948. Mimo jiné zavedl devítiletou školní docházku a otevřel cestu ke komunistické a ateistické ideologizaci školství a likvidaci církevních škol.
I po válce se Nejedlý angažoval v různých kulturních organizacích. Spoluobnovil Českou akademii věd a umění a v červenci 1945 se stal jejím předsedou. V roce 1952 se stal prvním předsedou její nástupkyně – Československé akademie věd. (Současně zanikla Česká akademie věd a umění i Masarykova akademie práce, které byla včleněny do ČSAV.) Inicioval vznik Socialistické akademie (únor 1947), v prosinci 1947 a stal se jejím předsedou. Československé akademie věd a umění, na ustavujícím sjezdu Svazu československo-sovětského přátelství (22. února 1948) se stal rovněž jeho předsedou a zůstal jím až do smrti.
Zatímco za první republiky platil za sice ostrého a nekompromisního, ale podnětného polemika, glosátora a zasvěceného komentátora politického života, ve stáří, v proměněných politických poměrech, se vykrystalizoval v ješitnou neomylnou autoritu. Jeho účast na různých kulturních akcích, pravidelné nedělní projevy v rozhlase a vyjadřování se ke všemu velice snížily jeho prestiž. Schvaloval politické procesy, přestože ve 20. letech neohroženě vystupoval proti trestu smrti.

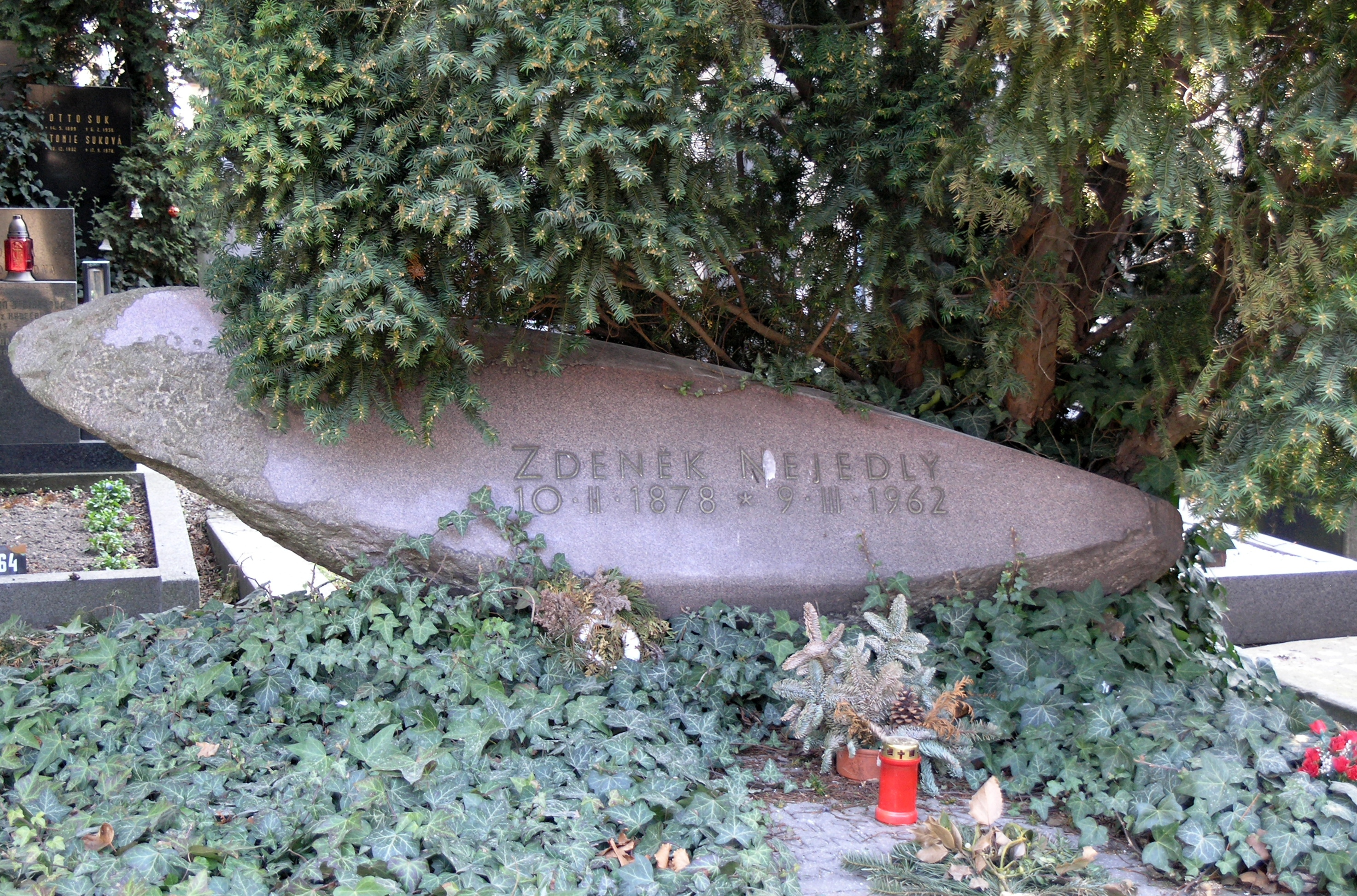
Náhrobní kámen Zdeňka Nejedlého na Vyšehradském hřbitově

Nejedlého poúnorové působení v oblasti kulturní politiky je chápáno negativně. Nadále prosazoval dílo Bedřicha Smetany, avšak blokováním pramenů, na nichž chtěl pracovat sám,[zdroj?] de facto brzdil smetanovský výzkum. Zároveň bránil propagaci Smetanových „konkurentů“ Antonína Dvořáka, Leoše Janáčka, Bohuslava Martinů, podílel se na perzekuci Václava Talicha a Pavla Štěpána. Společně s Gottwaldem inicioval Jiráskovskou akci (10. listopadu 1948), masové vydávání spisů Aloise Jiráska v poupravené verzi. Všeobecné zpřístupnění kvalitních klasických děl starší české literatury bylo jistě záslužné (není přitom bez zajímavosti, že na prosazování Jiráska měl finanční zájem, neboť za vydávání jeho děl dostával tantiémy[zdroj?]; na druhé straně je dlužno připomenout, že v roce 1926 odmítl finanční odměnu ze státní ceny za druhý díl smetanovské monografie s tím, aby částka byla poskytnuta na prospěšnější věci), ale šlo ruku v ruce s odsuzováním předválečné moderní tvorby a s propagací tendenčního socialistického realismu. Nejedlý zdaleka netvořil kulturní politiku KSČ sám (velký vliv měli zejména Václav Kopecký, Gustav Bareš, Ladislav Štoll i další), jako ministr kultury a „zasloužilá autorita“ ale nesl značný podíl na tehdejším ustrnutí literární, hudební a divadelní tvorby.

### Rodina a děti
Zdeněk Nejedlý měl sedm sourozenců. Nejmladší z nich byl dramatik a herec Viktor Nejedlý (1884–1955), jenž hrál ve Vinohradském divadle a Divadle státního filmu a v letech 1916–1952 hrál epizodní role ve více než čtyřiceti filmech.
V roce 1905 se Nejedlý oženil s o tři roky mladší Marií Brichtovou, dcerou Arnošta Brichty, spoluzakladatele deníku Národní politika. Sestra Marie Brichtové Blažena (* 1884) byla manželkou hudebního vědce Vladimíra Helferta, další sestra Ludmila (* 1888) se provdala za architekta Rudolfa Stockara.
S manželkou Marií měl Zdeněk Nejedlý dvě děti, dceru Zdeňku (1908–1998) a syna Víta. Lékařka Zdeňka Nejedlá (provdaná Nedvědová) byla jako účastnice odboje nacisty vězněna v terezínské Malé pevnosti, Osvětimi a Ravensbrücku; v srpnu 1968 veřejně odsoudila sovětskou okupaci. Vít Nejedlý se stal nadějným hudebním skladatelem a faktickým zakladatelem československého Armádního uměleckého souboru (AUS). Zemřel jako československý voják na břišní tyfus ve věku 33 let během bojů při osvobozování východních částí Československa na sklonku druhé světové války.
Žena Marie byla Nejedlému oporou až do své smrti v roce 1953.

## Historické dílo

### Rané práce
Zpočátku věnoval svůj historický zájem husitské epoše, první významnou prací je studie o misii Jana Kapistrána (Česká missie Jana Kapistrána v Českém časopise historickém, 1900), publikoval edici Prameny k synodám strany pražské a táborské (1900). Roku 1904 vyšlo dílo Dějiny předhusitského zpěvu v Čechách, po němž následovaly další dva svazky (Počátky husitského zpěvu, 1907 a Dějiny husitského zpěvu za válek husitských, 1913). Prolíná se zde historie s muzikologií, Nejedlý vykládá husitský zpěv v širokých dobových souvislostech, takže ve výsledku jde vlastně o syntézu dějin husitského hnutí.
Vedle husitství se Nejedlý zabýval estetikou (roku 1902 vydal dodnes užívanou příručku Katechismus estetiky) a místopisem, zejména dějinami rodného města. Z původně plánovaného projektu, který měl dosáhnout do 16. století, vyšel však pouze 1. díl (Dějiny města Litomyšle a okolí I., 1903), pojednávající o litomyšlském biskupství. K tématu se autor po letech vrátil v populárně laděné knize Litomyšl. Tisíc let života českého města (1903).
Dále v rámci husovského bádání roku 1926 napsal knížku Kostnice město Husovo, průvodce městem a okolím.
Již jako chlapec dostal jsem do ruky Erbenovo vydání Husových spisů, a nejenže jsem je ihned a s chutí přečetl, ale staly se mi od té doby nejmilejší snad knihou, s níž jsem se již nikdy nerozloučil. V každé době svého života čítal jsem v těchto třech svazcích jako v nejlepším svém evangeliu, v němž jsem na všechny otázky, jež mě kdy tísnily, nalezl odpověď, a to odpověď osvobozující. Z nich jsem se učil ctíti povinnosti života, chápati smysl boje za pravdu, poznávati mravní povinnosti člověka i tak mnoho jiného, co teprve člověka činí člověkem.
Zdeněk Nejedlý, Hus a jeho pravda, 1919

### Tři monografie: Smetana, Masaryk, Lenin
Druhým okruhem Nejedlého badatelského zájmu je období národního obrození. Na životě Bedřicha Smetany se pokusil v širokých souvislostech vylíčit pokud možno veškeré vlivy, formující skladatelův život. Opět, jako u dějin husitského zpěvu, tak monografie překračuje běžný rámec a stává se obrazem národní a kulturní atmosféry doby. Takto koncipované dílo bylo ovšem nad síly jednotlivce, a proto zákonitě zůstalo nedokončeno. Nejedlého metodu výstižně charakterizoval historik František Kutnar: „Historik, který měl velký smysl pro detail, dobový kolorit, prostředí a plasticitu děje, rozběhl se v jejich dokumentaci do nezvládnutelné šíře a místy k tak mikroskopickému popisu, že nebylo v jeho silách zvládnout veškerý materiál a dát dílu únosnou a ústrojnou skladbu.“
Bedřich Smetana I.-VII. (1924–1933), nejobsáhlejší dílo Nejedlého, tak zachytilo pouze Smetanovo mládí. Autorova vyhraněnost vede až k přehnané polarizaci, kde vysoko hodnotí české, vlastenecké, pokrokové dílo Smetanovo (ale i Foersterovo nebo Fibicha) a naopak příkře odsuzuje dílo Dvořáka či Josefa Suka.
Nedokončena zůstala i další rozsáhlá Nejedlého monografie, T. G. Masaryk. V letech 1930–1937 byly publikovány 4 díly (5 svazků: první díl byl rozdělen do dvou částí); spis má více než 1700 stran textu. Ve dvou svazcích prvního dílu je popsán Masarykův život až do seznámení s Charlottou Garrigue v Lipsku. Druhý díl má podtitul „Masaryk docent: 1877–1882". Třetí díl líčí působení mimořádného profesora Masaryka na české univerzitě v letech 1882–1886. Na to navazuje díl čtvrtý, kde se Nejedlý zabývá mj. časopisem Atheneum, který byl Masarykem založen a redigován, jeho spisem Konkrétní logika a dalšími pracemi T. G. Masaryka z 80. let devatenáctého století. Masarykův životopis je v Nejedlého monografii spojen s obšírným vylíčením dobového prostředí, společenského a myšlenkového dění v druhé polovině devatenáctého století.
Třetí monografie, Lenin I.-II. (1937 a 1938) obrací zájem autora na dějiny SSSR. Dílo rovněž zůstalo nedokončeno.
Nejedlý jako duch nestálý nevydržel u jedné látky, přebíhal, inspirován novými podněty, od tématu k tématu. Šíře jeho badatelských zájmů však není nahodilá, Nejedlý se snaží vždy vystihnout progresivní prvky národních dějin, které vedou k pokroku, demokracii, humanitě. Tak vidí progresivního činitele nejen v husitské revoluci, ale i v národním obrození, politickém a kulturním kvasu konce 19. století, i v ruské říjnové revoluci. Nejedlý chápe poslání historika nejen v poznání skutečnosti, ale i ve vztahu k dnešku, k vyzvednutí pozitivních hodnot. To je patrné dále jak na knize Bílá hora, Habsburg a český národ (1918), v níž tvrdě odsoudil stavovské povstání jako nelidové, nečeské a zpátečnické, tak i v názoru, že komunisté jsou dědicové nejen husitských a národně obrozeneckých tradic, ale i dovršitelé Masarykova díla (viz Komunisté – dědici velikých tradic českého národa, 1946). Tím se paradoxně Nejedlý zcela odchyluje od poúnorové komunistické linie.

### Pozdní práce
Poválečné historické dílo nese zjevný úpadek tvůrčích sil Nejedlého. Pokus o velkolepou syntézu českých dějin v pojetí Palackého (Dějiny národa českého I.-II., 1949 a 1953) zákonitě ztroskotal a přinášel překonané a sporné názory. Hodnotný byl pouze úvodní historiografický přehled, protože v té době dosud scházela větší syntéza dějin českého dějepisectví.
Negativní ohlasy vzbudila též kniha Staré pověsti české jako historický pramen (1953), která staví na nepodložených hypotézách. V roce 1948 vyšel spis 30 let Sovětského svazu.

### Husitské památky a pomníky
Nejedlý navrhoval rekonstrukci husitských památek a pomníků osobností husitské éry a v komisích autoritativně rozhodoval o výsledcích vypsaných soutěží. Nejrazantnějším počinem byla v Praze novostavba Betlémské kaple (arch. Jaroslav Fragner, 1950–1952), dále následovala regotizace pražské Novoměstské radnice, adaptace letohrádku Hvězda pro Muzeum Aloise Jiráska a Mikoláše Alše (činné 1952–1996) a soutěže na pomníky: Jana Želivského (před Novoměstskou radnicí, 1950, odstraněn 1995), Jana Husa v Karolinu (Karel Lidický 1954), Aloise Jiráska na Jiráskově náměstí (Karel Pokorný, 1960), Julia Fučíka před PKOJF (dnes na Olšanských hřbitovech), pomník Bedřicha Smetany v Litomyšli, a další.

## Dílo (soupis publikací)

### Historické a muzikologické dílo
- Dějiny města Litomyšle a okolí (1903)
- Dějiny předhusitského zpěvu v Čechách (1903)
- Dějiny české hudby (1903)
- Počátky husitského zpěvu (1907)
- Gustav Mahler (1912)
- Dějiny husitského zpěvu za válek husitských (1913)
- Bílá hora, Habsburg a český národ (1918)
- Hus a naše doba (1919)
- Alois Jirásek (1901, 1921, 1929)
- Hostinského esthetika (Díl I. Všeobecná esthetika), Praha: Jan Laichter, 1921
- Božena Němcová (1927, 1946)
- Bedřich Smetana (1924)
- Bedřich Smetana (I.-VII., 1924–1933)
- T. G. M. (I.-IV., 1930–1937)
- Opera Národního divadla do roku 1900 (1935)
- Opera Národního divadla od roku 1900 do převratu (1936)
- Lenin (I.-II.), Praha: Odeon, 1937–1938
- Jan Kollár: řeči pronesené na večeru slovanského výboru v Moskvě na paměť 150. výročí narození Jana Kollára 29. července 1943 (1945)
- Velké osobnosti, Praha: Orbis, 1948
- Dějiny národa českého (I.-II., 1949–1953)
- 30 let Sovětského svazu (1948)
- Jirásek a Náchodsko, Hradec Králové: Krajské nakladatelství, 1952
- Staré pověsti české jako historický pramen (1953)
- Mikoláš Aleš, Praha: SNKLHU, 1954
- Teréza Nováková, Praha: Československý spisovatel, 1958

### Esejistická literatura
- Spor o smysl českých dějin (1914)
- Dr. Kramář - nástin politického zjevu (1920)
- Z prvních dvou let republiky. Politické stati (1921)
- Moskevské stati (1950)
- Nedělní epištoly I.-VI. (1954–1956)

## Reflexe osobnosti

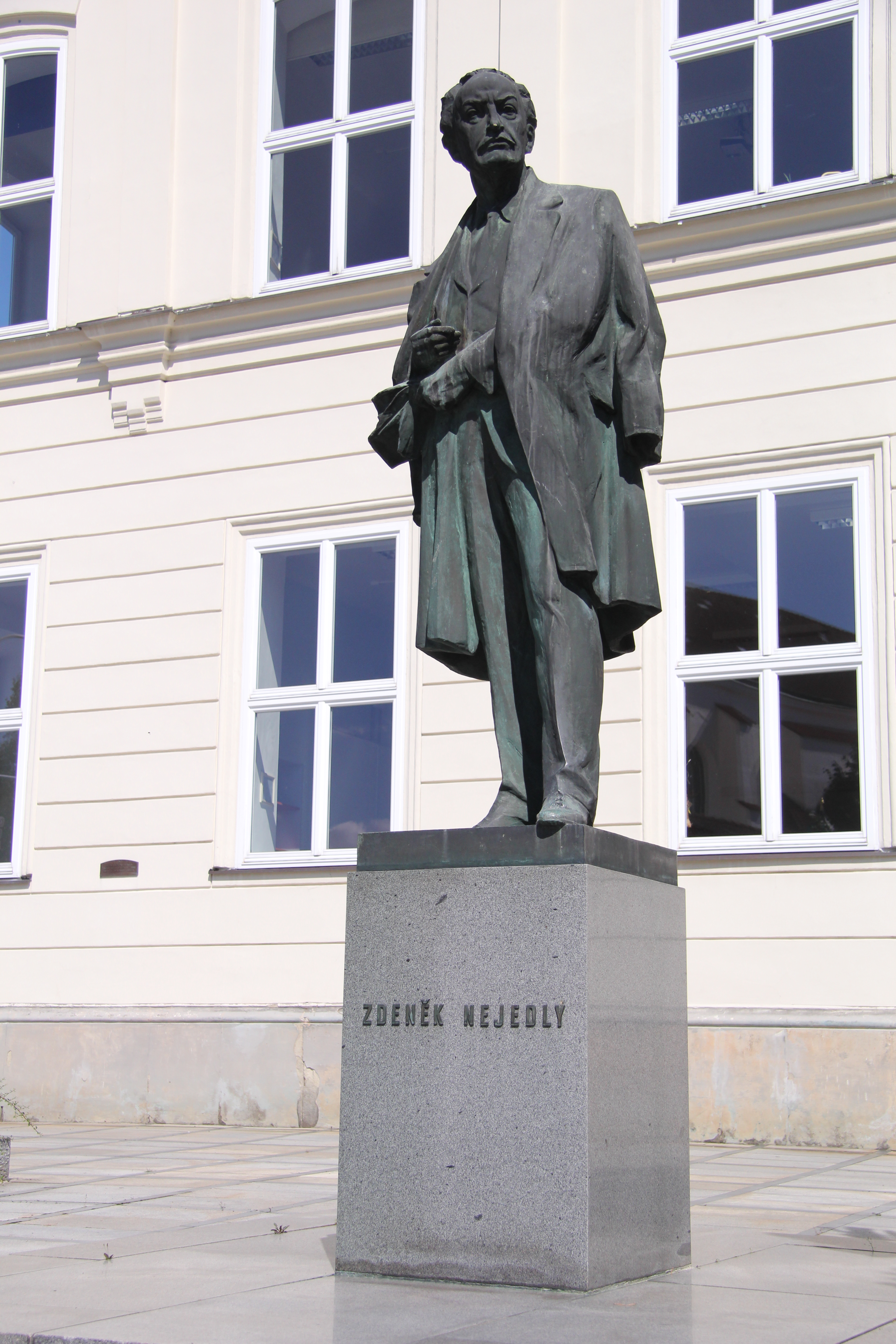
Socha Zdeňka Nejedlého v Litomyšli

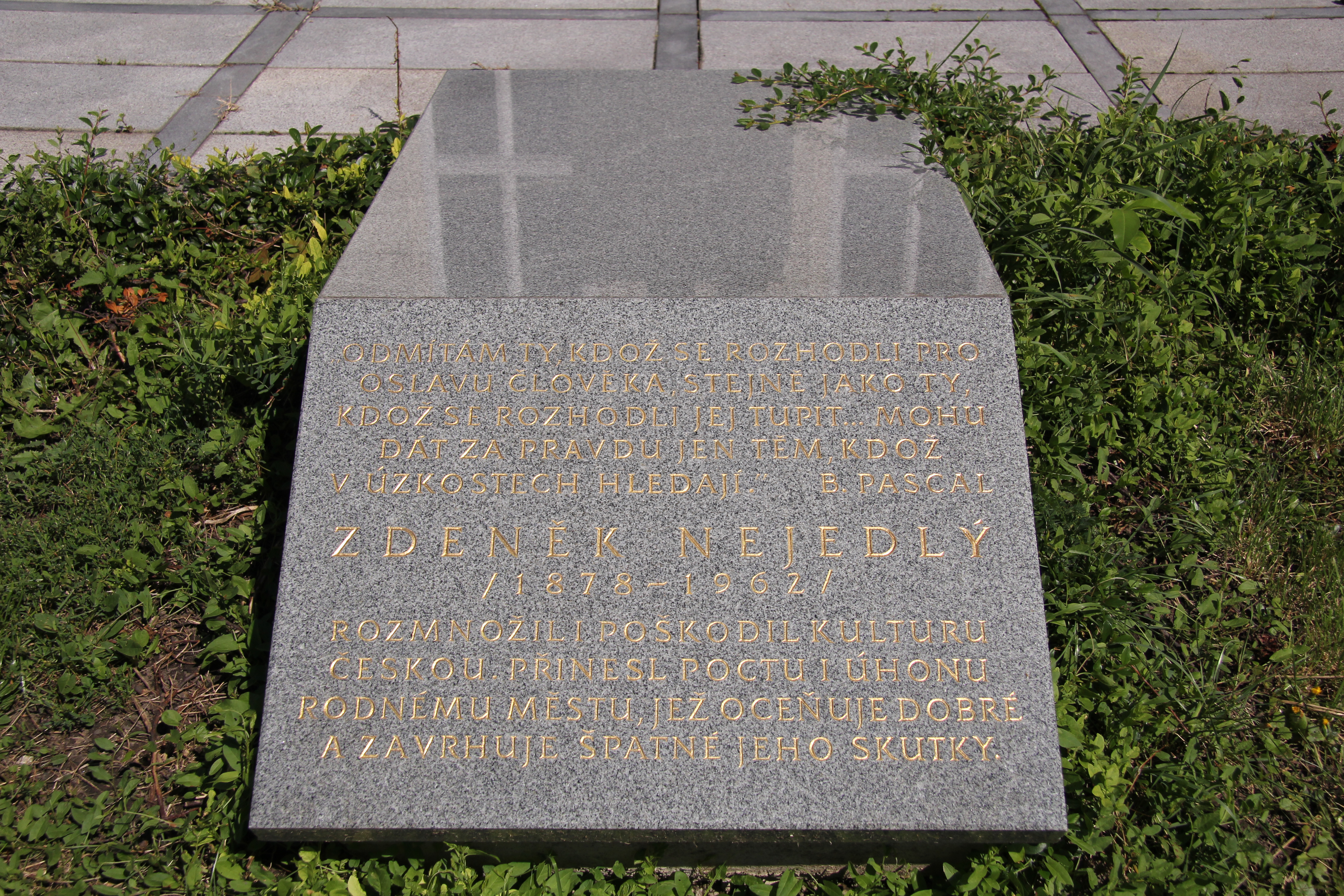
Deska u sochy

V Litomyšli před základní školou v Zámecké ulici stojí Nejedlého socha od Jana Hány z roku 1978. Po sametové revoluci probíhaly debaty o jejím odstranění. Nakonec byl pomník ponechán s vysvětlující deskou, jejíž text sestavil místní historik Milan Skřivánek. Uvozuje ji citát Blaise Pascala: „Odmítám ty, kdož se rozhodli pro oslavu člověka, stejně jako ty, kdož se rozhodli jej tupit... Mohu dát za pravdu jen těm, kdož v úzkostech hledají.“ Pod ním je uvedeno: „Zdeněk Nejedlý (1878–1962) Rozmnožil i poškodil kulturu českou, přinesl poctu i úhonu rodnému městu, jež oceňuje dobré a zavrhuje špatné jeho skutky.“ V minulosti se přesto objevily opakované snahy sochu odstranit. Poté, co litomyšlským občanům v březnu roku 2017 přišel do schránek komunistický leták s textem „Miluji Zdeňka Nejedlého“, se na soše objevila oprátka s cedulkou, na níž stálo: „Pro takovou osobnost není v tomto ovzduší místa, i kdyby se nyní sebe více zdobila trikolorou.“ Jedná se o vlastní Nejedlého slova namířená proti hudebnímu skladateli Josefu Sukovi. Odpůrci sochy argumentovali, že umístění sochy před školou je v kontrastu s postojem Zdeňka Nejedlého ke studentům odsouzeným v procesu s místním rektorem Stříteským, pro které žádal tvrdé tresty. Podle Petra Čorneje ale nelze pominout jeho vědecký přínos: „Napsal dějiny Litomyšle, které jsou nepřekonané a budou nepřekonané, dal dohromady mládí Bedřicha Smetany, nikdo jiný dosud nezpracoval dějiny husitského zpěvu.“

## Zajímavosti
- Z mrtvice se zotavující T. G. Masaryk se svěřil své sekretářce A. Gašparíkové, že četba Nejedlého monografie o jeho životě mu dobře slouží v rozpomínání se na mladá léta.[30]
- V roce 1978 byla natočena třídílná televizní inscenace o životě Zdeňka Nejedlého s názvem Přitažlivost země. Režie Jiří Bělka, scénář napsal Jiří Svetozar Kupka, Nejedlého hrál Zdeněk Řehoř.[31]
- Role nejmenovaného ministra školství, zřetelně znázorňujícího Zdeňka Nejedlého, se ve filmu Skřivánci na niti bravurním způsobem zhostil Vladimír Šmeral. Šmeral Nejedlého hrál ještě jednou, v tendenčním filmu Vojtěcha Trapla Vítězný lid (1977).
- Postava Nejedlého se také objevila ve filmu Otakara Vávry Osvobození Prahy (1976), Nejedlého sehrál jeho vlastní synovec, herec Viktor Nejedlý ml. (1911–2001, syn jeho bratra Viktora).
- Nejedlý se stal terčem mnoha známých vtipů. Jeden z nejznámějších je fiktivní epitaf, který ironizuje jeho četná rozdělaná a nedokončená díla: „Zde leží Zdeněk Nejedlý, první díl…“.[32]
- Po Nejedlém bylo za komunistického režimu pojmenováno náměstí v Rychnově nad Kněžnou (dnes Staré), Teplicích či Českých Budějovicích.
- V Turnově (v Českém ráji) si nechal postavit letní sídlo, trávil tam čas od konce června do konce září a vznikla tam jeho hlavní díla. Začínal pracovat v pět hodin ráno a kolem třetí rodina vyrážela na procházku.[33]
- Mezi jeho učitele na pražské univerzitě patřili T. G. Masaryk, Jaroslav Goll a estetik Otakar Hostinský, mezi jeho posluchače tamtéž později patřili mj. básníci Jaroslav Seifert a Vítězslav Nezval.[34]
- Styl projevu Nejedlého ve stáří (resp. neschopnost udržet myšlenku) byl parodován např. ve hře Švestka Divadla Járy Cimrmana (mj. Ladislav Smoljak)[35] či ve filmu Skřivánci na niti Jiřího Menzela.[36]